# براد رينفرو
براد رينفرو ممثل ومنتج وكاتب سيناريوهات أمريكي ولد في 25 يوليو 1982 بمدينة كنوكسفيل تينيسي. عرفه الجمهور في فيلم ذا كلينيت [الإنجليزية] سنة 1994 باخراج جوان شوماخر بجانب المُمثل تومي لى جونس والممتلة سوزان ساراندون. توفي في 15 يناير 2008.

## روابط خارجية
- براد رينفرو على موقع IMDb (الإنجليزية)
- براد رينفرو على موقع روتن توميتوز (الإنجليزية)
- براد رينفرو على موقع ألو سيني (الفرنسية)
- براد رينفرو على موقع ميوزك برينز (الإنجليزية)
- براد رينفرو على موقع تيرنر كلاسيك موفيز (الإنجليزية)
- براد رينفرو على موقع أول موفي (الإنجليزية)
- براد رينفرو على موقع قاعدة بيانات الأفلام السويدية (السويدية)
- براد رينفرو على موقع إن إن دي بي (الإنجليزية)
- براد رينفرو على موقع قاعدة بيانات الفيلم (الإنجليزية)
- براد رينفرو على موقع كينوبويسك (الروسية)